# Watch on the Rhine
 Watch on the Rhine és una pel·lícula estatunidenca dirigida per Herman Shumlin, estrenada el 1943.

## Argument[1]
Watch on the Rhine és protagonitzada per Paul Lukas, que recrea el seu paper de Broadway de l'antifeixista incansable Kurt Muller. Mentre els núvols de guerra es congrien a Europa durant els últims anys de la dècada de 1930, Muller arriba a Washington DC, acompanyat per la seva esposa americana Sarah (Bette Davis) i els seus fills Joshua (Donald Buka), Bodo (Eric Roberts) i Babette (Janis Wilson). Els Muller s'estan a la casa de la rica mare de Sarah, Fanny Fannelly (Lucille Watson), que viu al seu propi món i no pot ser molestada en temes de política. També s'està amb Fanny l'aristòcrata romanès Teck de Branovis (George Coulouris) i la seva dona americana Marthe (Geraldine Fitzgerald). Per protegir la seva família, Muller manté les seves activitats "clandestines" en secret per Fanny i els seus convidats, però de Branovis sospita de les seves maneres.
Resulta que de Branovis és de fet un simpatitzant nazi, disposat a trair Muller per a un preu. Utilitzant el xantatge com una de les seves armes, de Branovis amenaça de sacrificar totes les coses per les quals Muller ha estat lluitant. Per evitar això, Muller mata de Branovis a sang freda. Ara tècnicament és un assassí, i Muller s'acomiada de la seva família, tornant a Europa per continuar el seu treball. Si mai hi ha hagut un homicidi justificable en una pel·lícula, aquest és l'assassinat de l'odiós de Branovis a Watch on the Rhine. Tanmateix, el codi de producció de Hollywood manava que un assassí sempre hagués de pagar pels seus delictes, així s'afegeix una coda, al·ludint a la mort de Muller.

## Repartiment
- Bette Davis: Sara Muller
- Paul Lukas: Kurt Muller
- Geraldine Fitzgerald: Fanny Farrelly
- Lucile Watson: Fanny Farrelly
- Beulah Bondi: Anise
- George Coulouris: Teck de Brancovis
- Donald Woods: David Farrelly
- Henry Daniell: Phili Von Ramme
- Eric Robert]: Bodo
- Donald Buka: Joshua
- Anthony Caruso: L'italià

I, entre els actors que no surten als crèdits :
- Glen Cavender: Un empleat de l'ambaixada d'Alemanya
- Jean De Briac: M. Chabeuf
- Howard C. Hickman: Cyrus Penfield

## Premis i nominacions

### Premis
- 1944: Oscar al millor actor per Paul Lukas
- 1944: Globus d'Or al millor actor dramàtic per Paul Lukas

### Nominacions
- 1944: Oscar a la millor pel·lícula
- 1944: Oscar a la millor actriu secundària per Lucile Watson
- 1944: Oscar al millor guió adaptat per Dashiell Hammett